# Lynn Noe
Lynn Noe (* 6. Juni 1933 in Louisville, Kentucky; † 26. November 2015 in Palos Verdes Estates, Kalifornien), auch bekannt als Marjorie Lynn Noe, Lynn Landon und Lynn Noe Landon, war eine US-amerikanische Schauspielerin und die zweite Ehefrau des Schauspielers Michael Landon.

## Leben und Karriere
Ihre erste Rolle spielte Lynn Noe 1952 in Mein Herz singt nur für Dich. 1956 war sie als Model in ihrem zweiten Film The First Traveling Saleslady zu sehen und lieferte im selben Jahr eine Nebenrolle im Film In 80 Tagen um die Welt ab. 1960 trat sie als Saloon Girl in einer Folge der berühmten Fernsehserie Bonanza auf, in der ihr späterer Mann Michael Landon eine Hauptrolle spielte.
Sie heiratete Michael Landon am 12. Januar 1963, kurz nach seiner Scheidung von seiner ersten Frau Dodie Levy-Fraser. Noe war zuvor schon dreimal verheiratet gewesen: zweimal mit Michael Angelo Pontrelli, wo aus jeder Ehe ein Kind stammt, und einmal mit Mannie Baier; aus dieser Ehe stammen keine Kinder. Aus ihrer 19-jährigen Ehe mit Landon stammen vier Kinder, unter anderem die Filmschauspielerin Leslie Landon, der hauptsächlich als Schauspieler und Filmregisseur tätige Sohn Michael Landon Jr. und der Drehbuchautor und Filmregisseur Christopher B. Landon. Während ihrer Ehe mit Michael Landon war sie als Lynn Noe Landon und Lynn Landon bekannt.
1968 bis 1975 war sie in zwei Folgen der Fernsehserie The Mike Douglas Show als sie selbst zu sehen.
Ende 1982 ließ sich Noe von Landon scheiden, der kurz darauf seine dritte, 20 Jahre jüngere Frau Cindy Landon, heiratete, mit der er bis zu seinem Tod im Jahr 1991 verheiratet blieb.
In dem Film Schatten des Ruhms – Die Michael Landon Story unter der Regie ihres Sohnes Michael Landon Jr. wurde sie von Cheryl Ladd porträtiert.
Sie starb am 26. November 2015 in Kalifornien.

## Filmografie
- 1952: Mein Herz singt nur für Dich (Because You're Mine)
- 1956: The First Traveling Saleslady
- 1956: In 80 Tagen um die Welt (Around the World in Eighty Days)
- 1960: Bonanza (Fernsehserie, Folge 1x29)
- 1968–1975: The Mike Douglas Show (Fernsehserie, 2 Folgen)